# Allium curtum
Allium curtum là một loài thực vật có hoa trong họ Amaryllidaceae. Loài này được Boiss. & Gaill. mô tả khoa học đầu tiên năm 1859.